# Peter Zylmann
Peter Hermann Zylmann (* 5. Februar 1884 in Leer (Ostfriesland); † 26. Februar 1976 in Rahlstedt) war ein deutscher Gymnasiallehrer und regionaler Frühhistoriker.

## Leben
Nach der sechsklassigen Volksschule in Leer wurde Zylmann erst Bürogehilfe. Nach der externen Reifeprüfung in Leer studierte er Germanistik, Anglistik, Geographie, Philosophie und Geschichte in Berlin und Göttingen. Von 1912 bis 1918 unterrichtete er an der Deutschen Schule Antwerpen und als Hauslehrer bei Wilhelm von Mallinckrodt. 1914 trat er als Leutnant freiwillig in das Infanterieregiment 83 ein, wurde 1915 verwundet und hochdekoriert entlassen. Er arbeitete wieder in Antwerpen an der Schule und als Gutachter der deutschen Militärverwaltung. 1918 begann er als Studienrat in Leer, war dabei der Mentor und Freund von Adolf Grimme und lernte den Bürgermeister Emil Helms kennen. Er trat in die DVP und danach in die SPD ein. In enger Verbindung mit dem Leiter des Provinzialmuseums Hannover, Karl Hermann Jacob-Friesen, arbeitete er an der friesischen Frühgeschichte. In Walle (Aurich) stellte er den ältesten Hakenpflug sicher, in Moordorf (Ostfriesland) ermittelte er den Fundort einer goldenen Sonnenscheibe. Im Raum des Brockzeteler Moores sammelte er große Mengen mesolithischer Artefakte. Von 1923 bis 1928 leitete er in Aurich das Gymnasium Ulricianum. Zylmann gründete den Bund ostfriesischer Heimatvereine und trieb die gesamtfriesische Bewegung voran, die mit Einschluss des niederländischen Teils erstmals 1925 auf einem „Friesentag“ in Jever in Erscheinung trat. Daraus entstand 1930 der „Friesenrat“, der die „gemeinsame Identität“ des Friesentums pflegen sollte.
Dann arbeitete er bis 1930 im Preußischen Kultusministerium, das ihn 1930 als Leiter der neuen Pädagogischen Akademie in Cottbus einsetzte. Nach deren Schließung 1932 wurde er Schulleiter und Oberstudiendirektor in der Stadt Wandsbek (Kreis Stormarn). In der Zeit des Nationalsozialismus musste er als Studienrat nach Altona-Blankenese wechseln. 1936 wurde er wegen Hochverrats angeklagt und kam in das KZ Fuhlsbüttel, wurde jedoch freigesprochen. 1937 wurde ihm der Eintritt in die NSDAP nahegelegt, dennoch wurde er 1938 zwangspensioniert. Im Zweiten Weltkrieg wurde er von 1940 bis 1943 als Hauptmann d. R. eingezogen, um Kriegsgefangenenlager in Frankreich zu leiten.
Von 1945 bis 1949 leitete Zylmann erneut das Matthias-Claudius-Gymnasium Hamburg. Außerdem leitete er den Hamburger Vorgeschichtsverein e. V. Nach der Pensionierung wirkte er in Ostfriesland in der Heimatforschung wurde zum Ehrenmitglied der Ostfriesischen Landschaft. Dafür erhielt er 1967 die Ubbo-Emmius-Medaille.

## Schriften
- Ostfriesische Urgeschichte, Leipzig-Hildesheim 1933 (Nachdruck 1972)
- Die urnordische Landwirtschaft. In: Die Heimat. Monatsschrift des Vereins zur Pflege der Natur- und Landeskunde in Nordelbingen. Bd. 44 (1934), Heft 6, Juni 1934, S. 164–169 (Digitalisat), Teil II: Heft 7, Juli 1934, S. 193–199.
- Die Aufgaben der Urgeschichte im Rahmen der Volkstumspflege. In: Die Heimat. Monatsschrift des Vereins zur Pflege der Natur- und Landeskunde in Nordelbingen. Bd. 45 (1935), Heft 1, Januar 1935, S. 9–11 (Digitalisat).
- Das Leben der Germanen in der Bronzezeit. In: Die Heimat. Monatsschrift des Vereins zur Pflege der Natur- und Landeskunde in Nordelbingen. Bd. 45 (1935), Heft 3, März 1935, S. 81–90 (Digitalisat).
- Niederdeutsch (Bildung und Nation), Leipzig 1935.
- Das Leben der Germanen in der vorrömischen Eisenzeit. In: Die Heimat. Monatsschrift des Vereins zur Pflege der Natur- und Landeskunde in Nordelbingen. Bd. 46 (1936), Heft 4, April 1936, S. 97–102 (Digitalisat).
- Volkstum und Volkskultur, 1940
- Tjark Ulrichs und seine Maaten: Aus Baltrum Franzosenzeit, (1938) 5. Aufl. 2012 ISBN 978-3-939870-70-8

## Einzelbelege
1. ↑  Genealogie
2. ↑  Vorgeschichtsverein

| Personendaten    | Personendaten                               |
| ---------------- | ------------------------------------------- |
| NAME             | Zylmann, Peter                              |
| ALTERNATIVNAMEN  | Zylmann, Peter Hermann (vollständiger Name) |
| KURZBESCHREIBUNG | deutscher Pädagoge und Heimatforscher       |
| GEBURTSDATUM     | 5. Februar 1884                             |
| GEBURTSORT       | Leer (Ostfriesland)                         |
| STERBEDATUM      | 26. Februar 1976                            |
| STERBEORT        | Rahlstedt                                   |